# ویلم واترس
ویلم واترس (انگلیسی: Willem Wauters؛ زادهٔ ۱۰ نوامبر ۱۹۸۹ ‏(۳۵ سال)) دوچرخه‌سوار اهل بلژیک است.